# Axedale
Axedale is een plaats in de Australische deelstaat Victoria en telt 230 inwoners (2006).